# 太平島

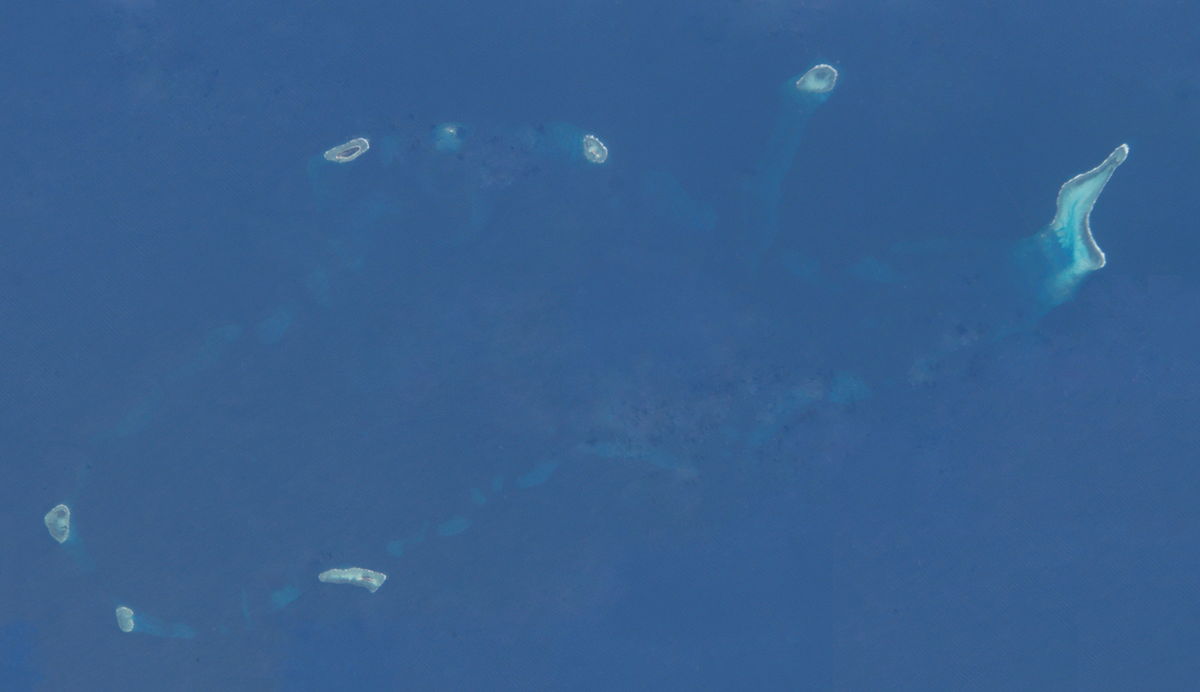
ティザード堆（左上の島が太平島）

太平島（たいへいとう、英語: Itu Aba Island、ベトナム語：đảo Ba Bình / 島波平、フィリピン語: Ligao Island）は、南沙諸島（スプラトリー諸島）の北部に位置する環礁州島の中国名。南沙諸島中、自然形成された陸地面積が最大の海岸地形。ティザード堆（英語：Tizard Banks、中国語: 郑和群礁）の一部を形成している。別称は「黄山馬礁」。この環礁には太平島と同じく中華民国が実効支配している中洲島もある。
行政区画は台湾島にある高雄市旗津区中興里に属している。中華民国にとっては、シーレーン防衛の要衝にあたり、警備のため海軍陸戦隊員や海巡署員が常駐している。そのため通常、一般人の渡航は認められていない。ただし中華民国政府は2016年3月23日、海外メディアを初めて太平島に招いた。島には井戸水が湧いており、人間の居住や農業が可能であることをアピールした。島内にはこのほか原生林、太陽光発電施設、観音堂、病院があり、病院では外国人に対しても人道的見地から医療活動をしていると説明した。
この取材に参加した日本の『読売新聞』によると、約200人が駐在し、灯台や1200メートルの滑走路を備えた飛行場、排水量3000トン級の船が接岸できる港湾がある。それ以上の詳細にわたる軍事関係の施設・活動は依然機密扱いされており、この島の実態はよくわかっていない。他の島と同様に中華民国、中華人民共和国、ベトナム、フィリピンが領有権を主張している。
太平島を含む南沙諸島および東沙諸島全域は、中華民国においては海南特別行政区に所属していることになっていたため、国共内戦に敗れた中華民国が万山群島の領有権を喪失した1950年から、中華民国において太平島が高雄市に移管される1979年にかけては、大陸を追われた中華民国が実効支配している数少ない広東省の領土となっていた。なお太平島は、南シナ海の九段線以北にある島々のほとんどの領有権を主張する中華人民共和国においては海南省の三沙市に所属していることになっている。

## 概要
- 面積：約0.51平方キロメートル[6]。サンゴ礁で構成され、海抜が低い平地で、東西全長約1,289.3 メートル・南北全長約 365.7 メートルと東西に細長い島である[7]。
- 位置：北緯 10 度 22 分 38 秒、東経114 度 21 分 59 秒 にある[7]。
- 気候：熱帯に属し、南西モンスーンの期間は雨期になる。
- 空港：ほぼ島の東西全長に達する1,200mの滑走路を有する航空施設があり、中華民国政府は太平島空港と命名している。軍および海岸巡防署が利用している。
- 港：南西部に天然のサンゴ礁を浚渫して作った人工の入り江があり、2015年1月時点で長さ50mと35mの浮桟橋を備えている。

## 名称の由来
太平島の名称は、1945年の日本の敗戦以降、1946年12月12日に中華民国海軍の軍艦「太平号」が現地に赴き、接収事務を行ったことによる。中国語以外の名称としては、英語表記の"Itu Aba Island"(イトゥアバ島)がある。これはマレー語で「あれは何だ」という意味である。

## 歴史
- 1907年　日本漁船が付近で操業開始。
- 1929年4月　日本人が島での燐鉱採掘事業が開始。世界恐慌の影響を受け間もなく採掘は中止となり、日本の業者は離島する。
- 1933年4月　ベトナムなど仏領インドシナを統治するフランスが島を占拠、日本人を退去させる。
- 1935年　日本の平田末治と海軍省、台湾総督府が協力して開洋興業株式会社を設立。1936年12月に開洋興業が燐鉱採掘調査を実施。
- 1939年4月　日本海軍による島の占拠が行われ、「新南群島」の「長島」と命名され、台湾高雄市の管轄となる[7]。その後、海軍陸戦隊、気象情報部隊、通信派遣部隊、偵察機部隊が駐屯[7]。
- 1944年　日本海軍により潜水艦基地が設置される[7]。
- 1945年12月　第二次世界大戦での日本の敗戦に伴い、中華民国国民政府は「南沙管理処」を広東省に設置。発電施設および気象観測施設を修理。
- 1946年10月　フランス軍による「西鳥島」および「長島」上陸が行われる。中華民国の抗議により両国で帰属を巡る協議が行われる予定であったが、第一次インドシナ戦争の影響でフランスが会談を放棄。
- 1946年11月　中華民国国民政府は、「太平号」など4隻の軍艦を南沙諸島に派遣する。
- 1946年12月　中華民国国民政府は、島を広東省の管轄とする。
- 1949年12月　中華民国政府が台湾に移転する。
- 1950年　フィリピン民間人が島に進出、燐鉱の採掘を行う。
- 1952年　日華平和条約で、日本が太平島を含む南沙諸島の放棄を確認。
- 1956年　中華民国はフィリピンから島を奪還し、海軍陸戦隊を駐屯させる[7]。
- 1960年9月　高雄郵便局の支局が設置される。
- 1960年10月　測候所が気象台に昇格する。
- 1963年7月　郵便局が台北市郵便局の管轄に変更される。
- 1963年　中華民国行政院に「南海開発チーム」が設置される。
- 1968年　「南海開発チーム」が「南海資源開発所」に昇格する。
- 1975年　中華民国政府が、フィリピン、ベトナム、マレーシアに対し南沙諸島の領有権は中華民国に帰属するとの声明を発表。
- 1980年2月16日　中華民国行政院が、太平島を高雄市旗津区に帰属させることを発表。
- 1992年6月12日　中華民国内政部に「南沙チーム」設立準備委員会が設置される。
- 2000年1月　行政院に海岸巡防署が設立され、海岸巡防署（日本の海上保安庁に相当）が太平島を管轄する[7]。

### 滑走路建設
- 2005年12月に中華民国国防部が滑走路建設を発表。民間および人道支援目的の建設であることを強調し、滑走路は短すぎるため戦闘機の離着陸は不可能であり、軍事用途には使用不可能であるとした[8]。
- 2006年1月初頭に中華民国外交部がベトナムの抗議を受けて、太平島の滑走路建設に政治的・軍事的意図はないと表明[8]。
- 2006年1月の外交部声明発表の数日後に国防部前副部長が立法院国防委員会で、太平島の滑走路建設には戦略的考慮があると答弁[8]。
- 2006年に政府による滑走路建設が開始され、太平島の環境問題が注目されるようになる[9]。
- 2007年12月-2008年1月の間に滑走路完工使用開始され、1月21日に中華民国空軍のC-130輸送機が秘密裏に初の太平島着陸に成功し、同日、台湾に帰還する[10]。
- 2008年2月2日に陳水扁中華民国総統が軍用機C-130で太平島に到着、空港落成使用開始式典を主催して駐留する軍関係者を慰問、島内施設を視察する[10]。
- 2015年7月7日に馬英九中華民国総統が、太平島の埠頭などの整備を「積極的に進める」と「抗日戦争勝利70年」記念のシンポジウムの講演で述べた[11]。また中華民国が昨年2月から太平島の埠頭新設や滑走路改修などの工事を始め、埠頭は年内にも完成予定と報じられている[11]。

### ハーグ仲裁裁判所判決後
- 2016年7月12日、国連海洋法条約に基づくオランダ・ハーグの仲裁裁判所が、太平島を含む南沙諸島（スプラトリー諸島）には法的に排他的経済水域（EEZ）を設けられる「島」はないと認定した[12]と報道された。中華民国が実効支配する太平島が「島」ではなく「岩」だとして排他的経済水域を認めない判断を下した（南シナ海判決）。
- 中華民国はこれに対し反発し、さらには「中国の台湾当局」という表現が判決文にあること[13]に対して、強く反発。蔡英文総統は「裁定は台湾の権利を傷つけるもの」[14]として軍艦（康定級フリゲート「迪化」）を派遣した[15]。
- 2016年9月20日、新たな構造物が4つ建設されたことが、グーグルアースで明らかとなった。これについて馮世寛国防部長は、「全ての軍事施設と用途は機密であり、説明しかねる。」「太平島には強固な防衛能力があることを知ってほしい。」と語った。 また、海岸巡防署は「対外説明はできない」とコメントを控えた[3]。
- 2016年9月21日、中華民国政府はグーグル社に、太平島について、グーグル・アースの衛星画像をモザイク処理するよう求めた。中華民国国防部の陳中吉報道官は「軍事機密と安全を守るという前提条件のもと、重要な軍事施設の映像をぼかすようグーグルに要請した。」と述べ、海岸巡防署は「撮影場所が軍事エリアだとグーグルは認識していなかったかもしれない。」とみて、グーグルと協議中であることを認めた。これに対して、グーグル社は台湾の要請を検討していると述べた[16][17]。これにより、中国政府だけでなく、台湾政府までもが南沙諸島の軍事基地化を進めていることが明らかとなった[17]。
- 2016年12月9日、日本から南シナ海の各諸島を接収し、管轄権を回復してから70年目の節目に合わせ、台北市の国史館では70周年を記念する特別展が開かれた。蔡英文総統は開幕式の挨拶で、「政府は南シナ海の領有権を守り続け、主権と合法的な権利を放棄しない」と述べ、国際法と国連海洋法条約に基づき、同海域でのしかるべき権利を主張していくことを強調した[18]。
- 2017年3月29日、中華民国海岸巡防署は太平島で3月29日から3日間にわたって定例の射撃訓練を実施した。それに対して、ベトナム当局が3月30日に「主権の侵害であり、海上の安全に脅威を与えた」と抗議し、同日に中華民国外交部はベトナム政府に対して「太平島は中華民国固有の領土であり、定期的な訓練を行う権利がある」と主張し、「『争議を棚上げし、共同開発を行う』という基本原則の下で、近隣諸国と共同で平和と安定を維持していきたい」との立場を示した[19]。
- 2017年4月29日、台湾国防部は大学院生を対象に、太平島を軍艦で訪れる9日間の研修キャンプを開催した。若い研究者に南シナ海政策を理解・支持してもらい、同海域における台湾の主権をアピールするのがねらいであり、参加者は太平島に1泊して、淡水の井戸、農場、住民遺跡などを見学し、中華民国の国旗掲揚や手紙の投函などを体験した。また、航海中は南シナ海戦略や軍史に関する講義や実技訓練を受けた。2017年度は、7月までにあと3回実施する予定であり、第4陣には小中学校の教員が参加する予定である[20]。
- 2018年11月5日、厳徳発（中国語版）国防部長は米軍艦の太平島への寄港について、人道支援なら許可することは可能だとの考えを示した。一方、地域の安全や安定に影響を及ぼすようであれば、是非を検討する必要があるとした[21]。
- 2020年8月25日、史順文報道官は、台湾が自主開発した無人偵察機「鋭鳶（中国語版）」を国防部（国防省）が南シナ海の東沙島や太平島に配備し、両島の防衛力を強化させていく方針を示した[22]。